# Альто
Альто (італ. Alto, п'єм. Àuto) — муніципалітет в Італії, у регіоні П'ємонт,  провінція Кунео.
Альто розташоване на відстані близько 440 км на північний захід від Рима, 110 км на південь від Турина, 50 км на південний схід від Кунео.
Населення — 121 особа (2014).
Щорічний фестиваль відбувається 29 вересня. Покровитель — святий Архангел Михаїл.

## Демографія
Населення за роками:

Станом на 1 січня 2023 року в муніципалітеті офіційно проживало 20 іноземців з 4 країн, серед них 12 громадян країн Євросоюзу.

## Сусідні муніципалітети
- Акуїла-ді-Аррошія
- Капрауна
- Назіно
- Ормеа